# ヴェガル・ヘッゲム
ヴェガル・ヘッゲム（Vegard Heggem、1975年7月13日 - ）は、ノルウェーの元サッカー選手。元ノルウェー代表。ポジションはディフェンダー。

## 来歴
1998年2月にノルウェー代表デビュー。出場機会は無かったが、1998 FIFAワールドカップのメンバーにも選ばれた。UEFA EURO 2000予選では8試合に出場、史上初のUEFA EURO 2000出場権を獲得した。2000年までに20試合に出場、1得点をあげた。

## 代表歴

### 出場大会
- ノルウェー代表
  - 1998 FIFAワールドカップ

### 試合数
- 国際Aマッチ 20試合 1得点（1998年-2000年）[1]

| ノルウェー代表 | 国際Aマッチ | 国際Aマッチ |
| 年             | 出場        | 得点        |
| -------------- | ----------- | ----------- |
| 1998           | 6           | 1           |
| 1999           | 9           | 0           |
| 2000           | 5           | 0           |
| 通算           | 20          | 1           |